# Школьникова, Нелли Ефимовна
Нелли Ефимовна Школьникова (8 июля 1928, Золотоноша — 2 февраля 2010, Мельбурн) — советская и американская скрипачка и музыкальный педагог. Заслуженная артистка РСФСР (1977).

## Биография
Окончила Московскую консерваторию, ученица Юрия Янкелевича. В 1953 г. заняла первое место на Международном конкурсе Маргерит Лонг и Жака Тибо в Париже, после чего много гастролировала по миру — в частности, совершила три поездки в США, включая концерт в Линкольн-центре с Филадельфийским оркестром под управлением Юджина Орманди.
С 1948 по 1954 год работала в оркестре МХАТ имени М. Горького. 
С 1957 года солистка Московской филармонии. Выступала с оркестрами под управлением Ю. Орманди, А.К. Янсонса, Ш. Мюнша и др.
А с 1974 по 1982 год преподавала в ГМПИ имени Гнесиных (ныне Российской академии музыки имени Гнесиных). В 1977 году присвоено почётное звание «Заслуженный артист РСФСР».
В 1970 году на международные выступления Школьниковой был наложен запрет, и только в 1982 году ей было разрешено выехать на концерт в Западный Берлин, откуда Школьникова не вернулась. На протяжении пяти лет она преподавала в Мельбурне, а в 1987 году, по предложению Айзека Стерна и Ростислава Дубинского, была приглашена в школу музыки Индианского университета, где проработала почти два десятилетия. В 2006 году вернулась в Австралию и являлась почётным профессором Мельбурнского университета.